# دانشگاه دولتی مینا ژرایس
دانشگاه دولتی مینا ژِرایس (انگلیسی: Minas Gerais State University) دانشگاهی است که در سال ۱۹۸۹ میلادی در شهر بلوهوریزونته استان میناس گرایس برزیل بنیاد نهاده شد. افزون بر بلوهوریزونته، پردیس‌های این دانشگاه در دیگر شهرهای این استان نیز پراکنده‌اند.

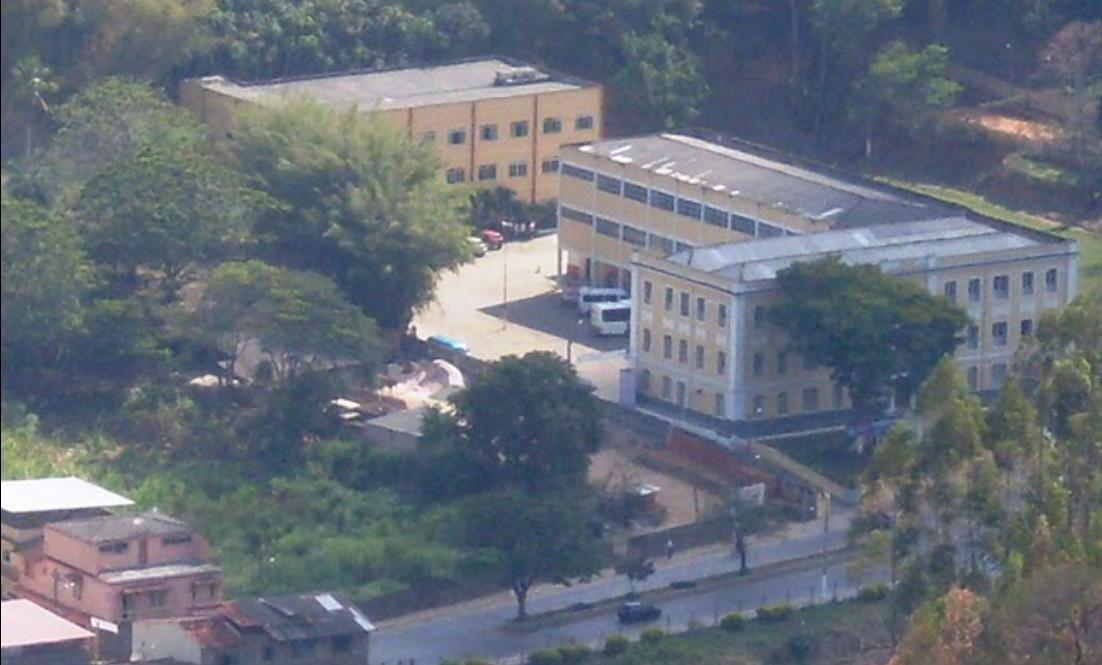
پردیس کارانگولا

## تاریخچه
این دانشگاه در سال ۱۹۸۹ و بر اساس قوانین ایالتی میناس گرایس پایه‌گذاری شد. بر پایه قانون، این امکان فراهم شد که موسسات مستقل آموزش عالی که در مالکیت دولت بودند به هم پیوسته و پردیس‌های دانشگاه دولتی میناس گرایس را به وجود آورند. این موسسات به شرح زیر بودند:
- دانشکده علوم، فلسفه و ادبیات کارانگولا
- بنیاد آموزشی Vale do Jequitinhonha
- بنیاد آموزش عالی پاسوس
- بنیاد آموزشی لاوراس
- بنیاد آموزشی و پژوهشی سول د مینا
- بنیاد آموزشی دیوینوپولیس
- بنیاد آموزشی پاتوس د مینا
- بنیاد آموزشی ایتویوباتا
- بنیاد پژوهش‌های فرهنگی پرینسسا

افزون بر بنیادهای دولتی میناس گرایس، موسسات عمومی زیر نیز به دانشگاه پیوستند:

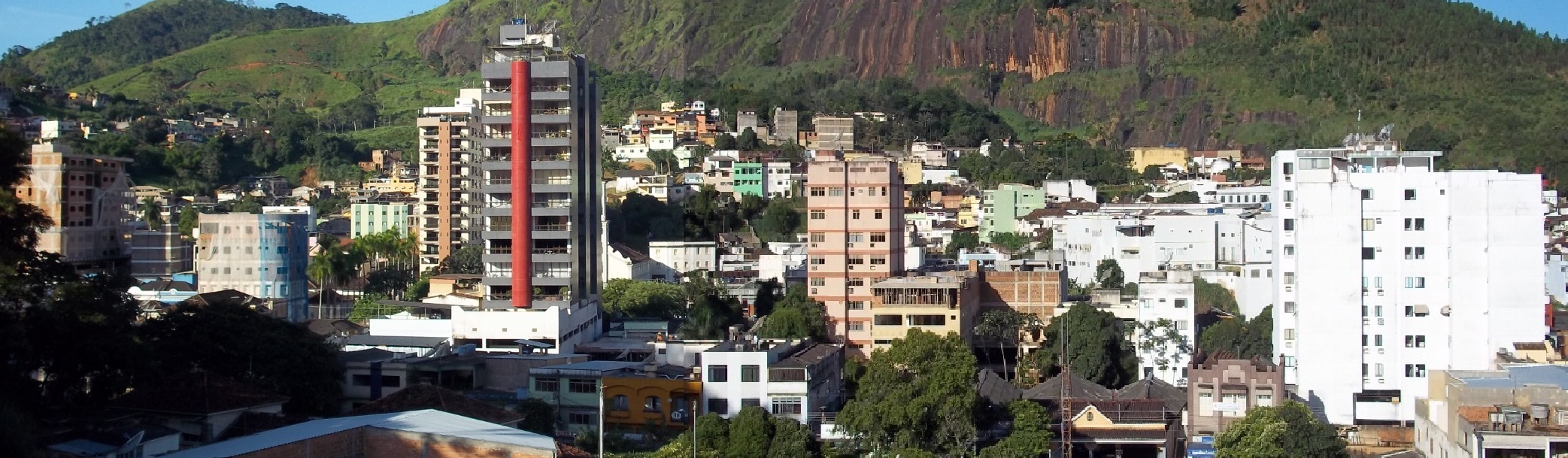
کارانگولا

- بنیاد معدن Arte Aleijadinho
- مدرسه گویگنارد
- دانشکده آموزش - بنیاد آموزش
- بنیاد هدایت و انتخاب‌های شغلی